# Energia di attivazione
In cinetica chimica l'energia di attivazione è l'energia minima necessaria ad un sistema per innescare una reazione chimica.

## Caratteristiche
Perché una reazione avvenga è necessaria la collisione di due o più molecole opportunamente orientate e dotate di un minimo livello di energia (l'energia di attivazione, appunto), tale da permettere la collisione malgrado le forze elettriche repulsive generate dalle loro nubi di elettroni esterne. Tale livello minimo di energia costituisce la barriera di potenziale. Se l'energia disponibile è sufficiente, le forze repulsive vengono vinte e le molecole coinvolte vengono a trovarsi ad una distanza tale da poter riorganizzare i legami tra gli atomi che le compongono e dare vita a nuovi composti (prodotti della reazione).
L'energia di attivazione è utilizzata nell'equazione di Arrhenius, che esprime la dipendenza della costante di velocità dalla temperatura. Lo studio della velocità di reazione è argomento della cinetica chimica.

Energia di attivazione E_{a} di una reazione chimica (del tipo X → Y): in nero è indicata l'energia di attivazione di una reazione non catalizzata (a sinistra) e della sua inversa (a destra), mentre in rosso è indicata l'energia di attivazione di una reazione catalizzata (a sinistra) e della sua inversa (a destra).

L'energia di attivazione consente alle molecole dei reagenti che collidono di formare il cosiddetto complesso attivato o stato di transizione, la cui esistenza è estremamente breve (tempi dell'ordine di 10−15 s). 
Una volta formato lo stato di transizione sono possibili due eventi: il riformarsi dei legami originali, si riottengono quindi i reagenti iniziali, oppure la rottura dei legami iniziali e la formazione di nuovi che danno origine ai prodotti della reazione. Entrambi questi eventi risultano possibili in quanto ognuno di essi produce un rilascio di energia.
Esistono anche reazioni multistadio, dove il passaggio da reagenti a prodotti implica la formazione di più stati di transizione, in questo caso l'energia di attivazione richiesta dalla reazione è pari a quella più elevata richiesta dai vari stati di transizione intermedi.
Una terza sostanza implicata nella reazione e in grado di abbassare l'energia di attivazione richiesta è detta catalizzatore.
A basse temperature poche molecole di un composto avranno energia sufficiente per reagire, tuttavia esiste sempre un certo numero, seppur minimo, di molecole con energia sufficiente per reagire a qualsiasi temperatura, poiché questa è solo una misura media dell'energia del sistema e quindi individualmente le molecole avranno energia inferiore o superiore a tale media. Aumentando la temperatura aumenta di conseguenza la quantità di molecole in grado di reagire e, conseguentemente, aumenta la velocità di reazione. Solitamente l'energia di attivazione è misurata in KJ necessari alla reazione di una mole di reagente.